# Мартен Фуркад
Мартен Фуркад (фр. Martin Fourcade, 14 вересня 1988) — французький біатлоніст, 5-разовий олімпійський чемпіон, багаторазовий чемпіон світу. Молодший брат біатлоніста Сімона Фуркада.

## Спортивна кар'єра
Сезон 2009/2010: стрімко увірвався в еліту світового біатлону, виборов срібну олімпійську медаль Ванкувера в масстарті; 3 перемоги на етапах кубка світу, що дозволило йому виграти Малий кришталевий кубок в гонках переслідування, випередивши австрійця Сімона Едера на 1 очко. Після анулювання результату Євгенія Устюгова в жовтні 2020 року, посів перше місце та отримав золоту медаль Ванкувера.
Сезон 2010–11: виграв золоту медаль чемпіонату світу в гонці переслідування, срібну — в спринті й бронзову в змішаній естафеті. Успішні виступи на етапах кубка світу дозволили йому посісти третє місце в загальному заліку.
Сезон 2011–2012: виграв три золоті медалі чемпіонату світу: у спринті, переслідуванні й масстарті. За підсумками сезону він здобув Великий кришталевий глобус кубка світу й два малі: у спринті й переслідуванні. 
Сезон 2012–2013: здобув Великий кришталевий глобус кубка світу й усі чотири малі: у спринті, переслідуванні, індивідуальній гонці, масстарті. 
13 березня 2020 року оголосив про завершення кар'єри біатлоніста.
Має ще одного брата Брайса.

## Статистика

### Зимові Олімпійські ігри
|                                             | Одиночні змагання | Одиночні змагання | Одиночні змагання | Одиночні змагання | Естафети     | Естафети |
| Спринт                                      | Переслідування    | Інд. гонка        | Масстарт          | Естафета          | Зм. Естафета |          |
| ------------------------------------------- | ----------------- | ----------------- | ----------------- | ----------------- | ------------ | -------- |
| Зимові Олімпійські ігри 2010 Канада         | 35                | 34                | 14                | 2                 | 6            |          |
| Зимові Олімпійські ігри 2014 Росія          | 6                 | 1                 | 1                 | 2                 | 8            | 6        |
| Зимові Олімпійські ігри 2018 Південна Корея | 8                 | 1                 | 5                 | 1                 | 5            | 1        |

## Інвентар
- Гвинтівка — Anschütz[ru]
- Патрони — ELEY
- Лижі — Rossignol[en]
- Черевики — Rossignol
- Кріплення — Rottefella
- Лижні палиці — Rossignol
- Гонковий костюм  — One Way, Odlo
- Пальчатки — Odlo
- Окуляри — Julbo

## Виноски
1. ↑  Часто зустрічається прочитання імені спортсмена на англійський лад — Мартін
2. ↑  Martin Fourcade retiring from biathlon. NBC Sports (English) . 13 березня 2020. Архів оригіналу за 17 березня 2020. Процитовано 14 березня 2020.
3. ↑  Pete Sharland (13 березня 2020). Martin Fourcade announces retirement. Eurosport (English) . Архів оригіналу за 22 жовтня 2020. Процитовано 14 березня 2020.